# Ōnojō

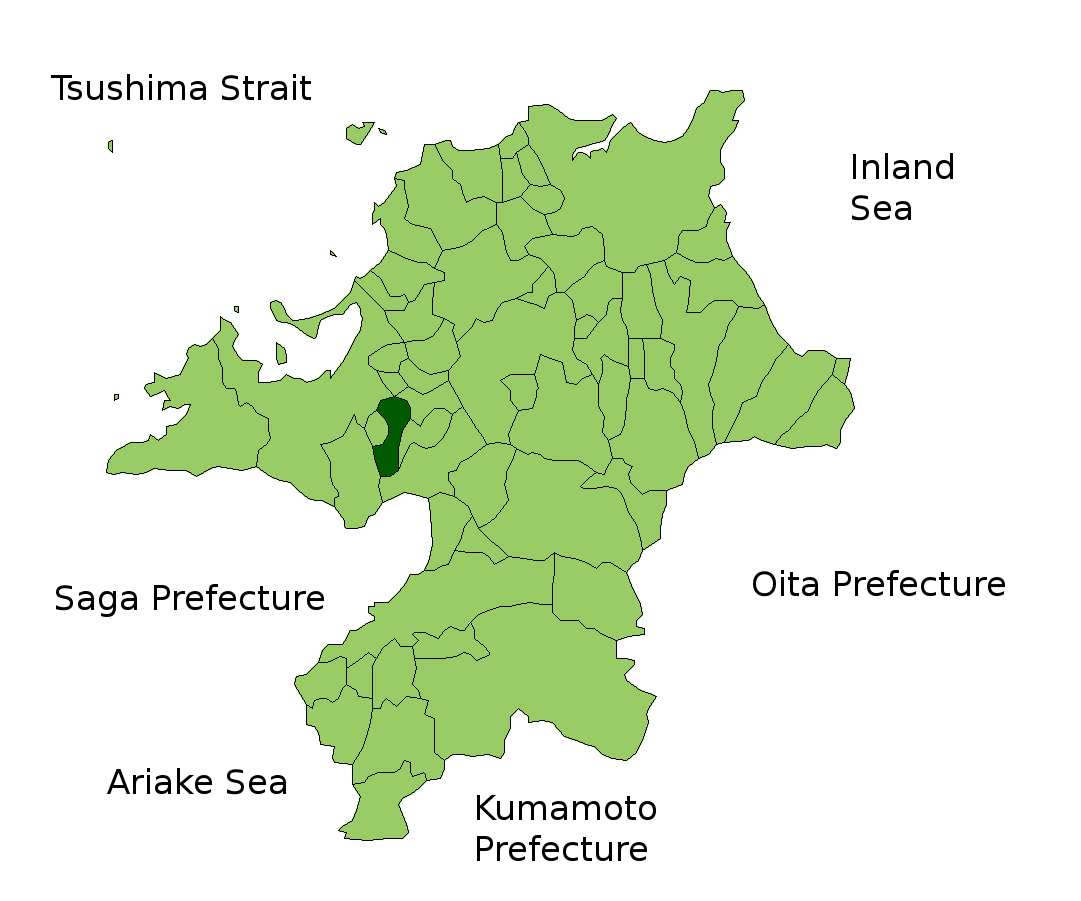

Ōnojō (大野城市 Ōnojō-shi?) este un municipiu din Japonia, prefectura Fukuoka.